# Kosice Challenger 1998
Il Kosice Challenger 1998 è stato un torneo di tennis facente parte della categoria ATP Challenger Series nell'ambito dell'ATP Challenger Series 1998. Il torneo si è giocato a Košice in Slovacchia dall'11 al 17 maggio 1998 su campi in terra rossa.

## Vincitori

### Singolare
Dominik Hrbatý ha battuto in finale  Fernando Meligeni con il punteggio di 7–5, 6–4

### Doppio
Jiří Novák /  David Rikl hanno battuto in finale  Nebojša Đorđević /  Marcos Ondruska con il punteggio di 7–6, 6–4